# Brassaiopsis
 (mars 2025).
La mise en forme du texte ne suit pas les recommandations de Wikipédia : il faut le « wikifier ».
Les points d'amélioration suivants sont les cas les plus fréquents :
- Les titres sont pré-formatés par le logiciel. Ils ne sont ni en capitales, ni en gras.
- Le texte ne doit pas être écrit en capitales (les noms de famille non plus), ni en gras, ni en italique, ni en « petit »…
- Le gras n'est utilisé que pour surligner le titre de l'article dans l'introduction, une seule fois.
- L'italique est rarement utilisé : mots en langue étrangère, titres d'œuvres, noms de bateaux, etc.
- Les citations ne sont pas en italique mais en corps de texte normal. Elles sont entourées par des guillemets français : « et ».
- Les listes à puces sont à éviter, des paragraphes rédigés étant largement préférés. Les tableaux sont à réserver à la présentation de données structurées (résultats, etc.).
- Les appels de note de bas de page (petits chiffres en exposant, introduits par l'outil «  Source ») sont à placer entre la fin de phrase et le point final[comme ça].
- Les liens internes (vers d'autres articles de Wikipédia) sont à choisir avec parcimonie. Créez des liens vers des articles approfondissant le sujet. Les termes génériques sans rapport avec le sujet sont à éviter, ainsi que les répétitions de liens vers un même terme.
- Les liens externes sont à placer uniquement dans une section « Liens externes », à la fin de l'article. Ces liens sont à choisir avec parcimonie suivant les règles définies. Si un lien sert de source à l'article, son insertion dans le texte est à faire par les notes de bas de page.
- La présentation des références doit suivre les conventions bibliographiques. Il est recommandé d'utiliser les modèles {{Ouvrage}}, {{Chapitre}}, {{Article}}, {{Lien web}} et/ou {{Bibliographie}}. Le mode d'édition visuel peut mettre en forme automatiquement les références.
- Insérer une infobox (cadre d'informations à droite) n'est pas obligatoire pour parachever la mise en page.

Pour une aide détaillée, merci de consulter Aide:Wikification.
Si vous pensez que ces points ont été résolus, vous pouvez retirer ce bandeau et améliorer la mise en forme d'un autre article.
Aralia
Genre
Classification APG II (2003)
Brassaiopsis est un genre de plantes à fleurs de la famille des Araliaceae. Il regroupe des arbustes ou arbres à feuillage persistant avec 46 espèces, originaires du sous-continent indien à la Chine et jusque l'ouest de Java.

## Description
Ce sont des arbres ou des arbustes, hermaphrodites ou andromonoïques, épineux ou parfois inermes possédant des feuilles simples et non lobées, palmatilobées ou composées palmatilobées avec des marges entières ou plus souvent dentelées. Les stipules sont soudées au pétiole à la base.
L'inflorescence est une panicule terminale ou grappe d'ombelles. Les bractées souvent caduques sont petites ou absentes. Pédicelles non articulés sous l'ovaire. La fleur regroupe cinq pétales. Ovaire par 2(-5)-carpellé ; styles aussi nombreux que les carpelles, réunis en une colonne persistante.
Le fruit est une drupe, globuleuse à ellipsoïde ou obloïde, parfois légèrement comprimée latéralement. Graines : 1 (si avortement) ou 2(-5), endosperme ruminé ou uniforme.

## Espèces
En date de mars 2025, Plants of the World Online liste dans ce genre les espèces suivantes:
- Brassaiopsis aculeata (Buch.-Ham. ex D.Don) Seem.
- Brassaiopsis andamanica R.N.Banerjee
- Brassaiopsis angustifolia K.M.Feng
- Brassaiopsis bodinieri (H.Lév.) J.Wen & Lowry
- Brassaiopsis calcarea Craib
- Brassaiopsis castaneifolia Philipson
- Brassaiopsis chengkangensis Hu
- Brassaiopsis ciliata Dunn
- Brassaiopsis dumicola W.W.Sm.
- Brassaiopsis elegans Ridl.
- Brassaiopsis ferruginea (H.L.Li) G.Hoo
- Brassaiopsis ficifolia Dunn
- Brassaiopsis ficifolioides J.Wen & Lowry
- Brassaiopsis gigantea J.Wen & Lowry
- Brassaiopsis glomerulata (Blume) Regel
- Brassaiopsis gracilis Hand.-Mazz.
- Brassaiopsis griffithii C.B.Clarke
- Brassaiopsis grushvitzkyi J.Wen, Lowry & T.H.Nguyên
- Brassaiopsis hainla (Buch.-Ham.) Seem.
- Brassaiopsis hispida Seem.
- Brassaiopsis hookeri C.B.Clarke
- Brassaiopsis kwangsiensis G.Hoo
- Brassaiopsis magnifica Dunn
- Brassaiopsis malayana de Kok
- Brassaiopsis minor B.C.Stone
- Brassaiopsis mitis C.B.Clarke
- Brassaiopsis moumingensis (Y.R.Ling) C.B.Shang
- Brassaiopsis nhatrangensis (Bui) J.Wen & Lowry
- Brassaiopsis phanrangensis C.B.Shang
- Brassaiopsis producta (Dunn) C.B.Shang
- Brassaiopsis pseudoficifolia Lowry & C.B.Shang
- Brassaiopsis quercifolia G.Hoo
- Brassaiopsis resecta (Miq.) Esser & Jebb
- Brassaiopsis rockii Merr.
- Brassaiopsis rufosetosa (Ridl.) Jebb
- Brassaiopsis shweliensis W.W.Sm.
- Brassaiopsis simplex (King) B.C.Stone
- Brassaiopsis simplicifolia C.B.Clarke
- Brassaiopsis spinosissima Esser
- Brassaiopsis stellata K.M.Feng
- Brassaiopsis sumatrana (Miq.) Ridl.
- Brassaiopsis tibetana C.B.Shang
- Brassaiopsis triloba K.M.Feng
- Brassaiopsis trilobata Merr.
- Brassaiopsis tripteris (H.Lév.) Rehder
- Brassaiopsis variabilis C.B.Shang

## Galerie

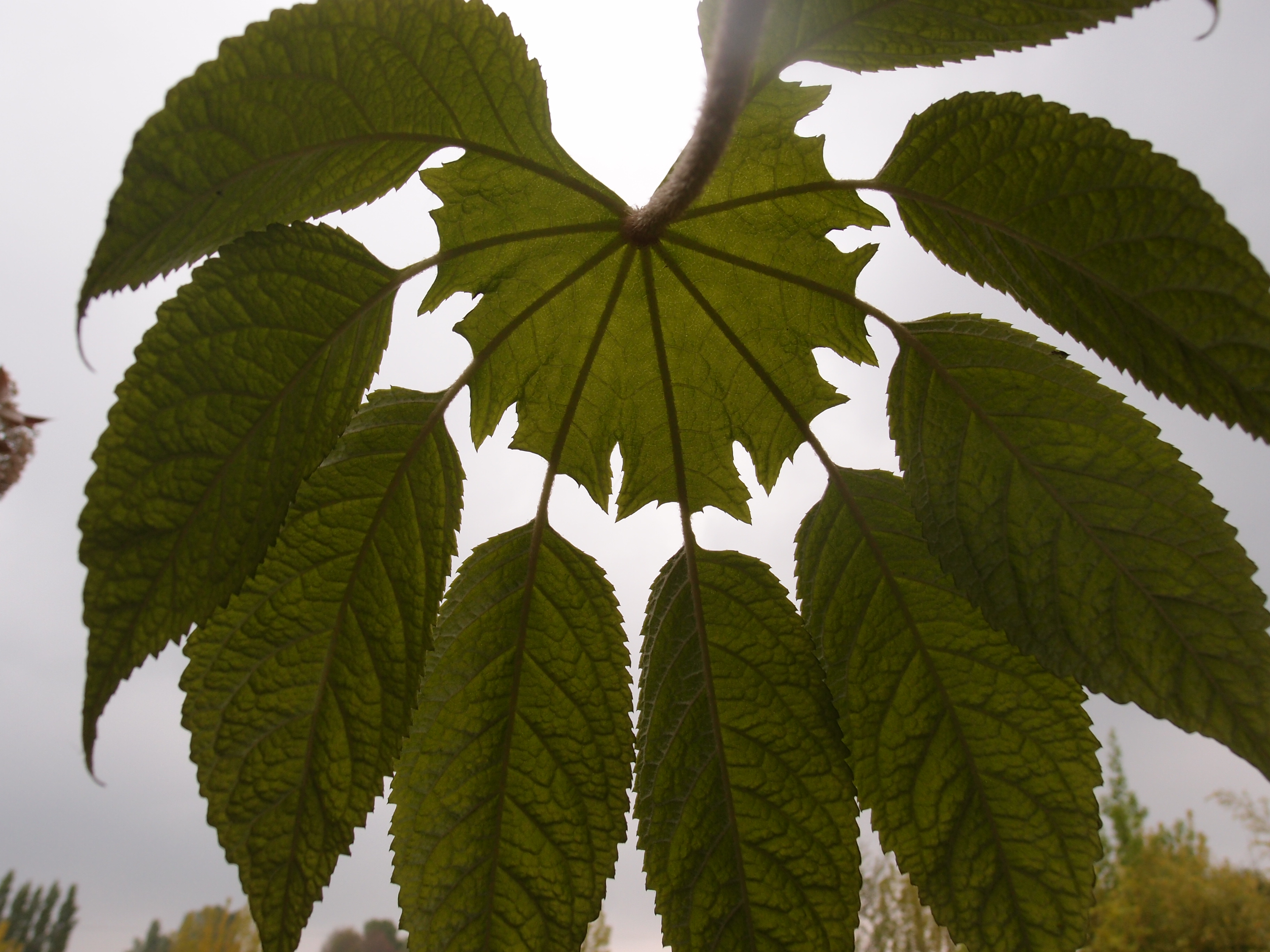
Feuillage juvénile de Brassaiopsis mitis au jardin jungle.
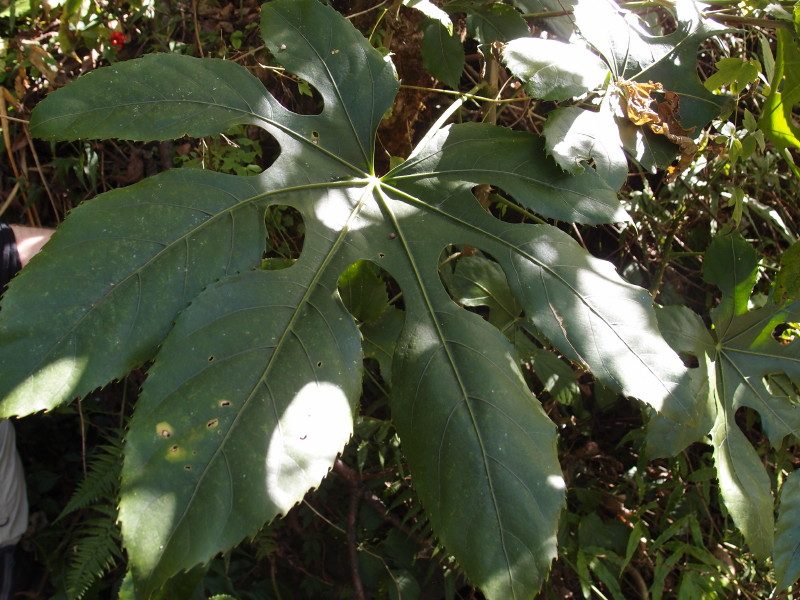
Brassaiopsis pseudoficifolia CHB16.CH23 Gongshan, dans le Yunnan.
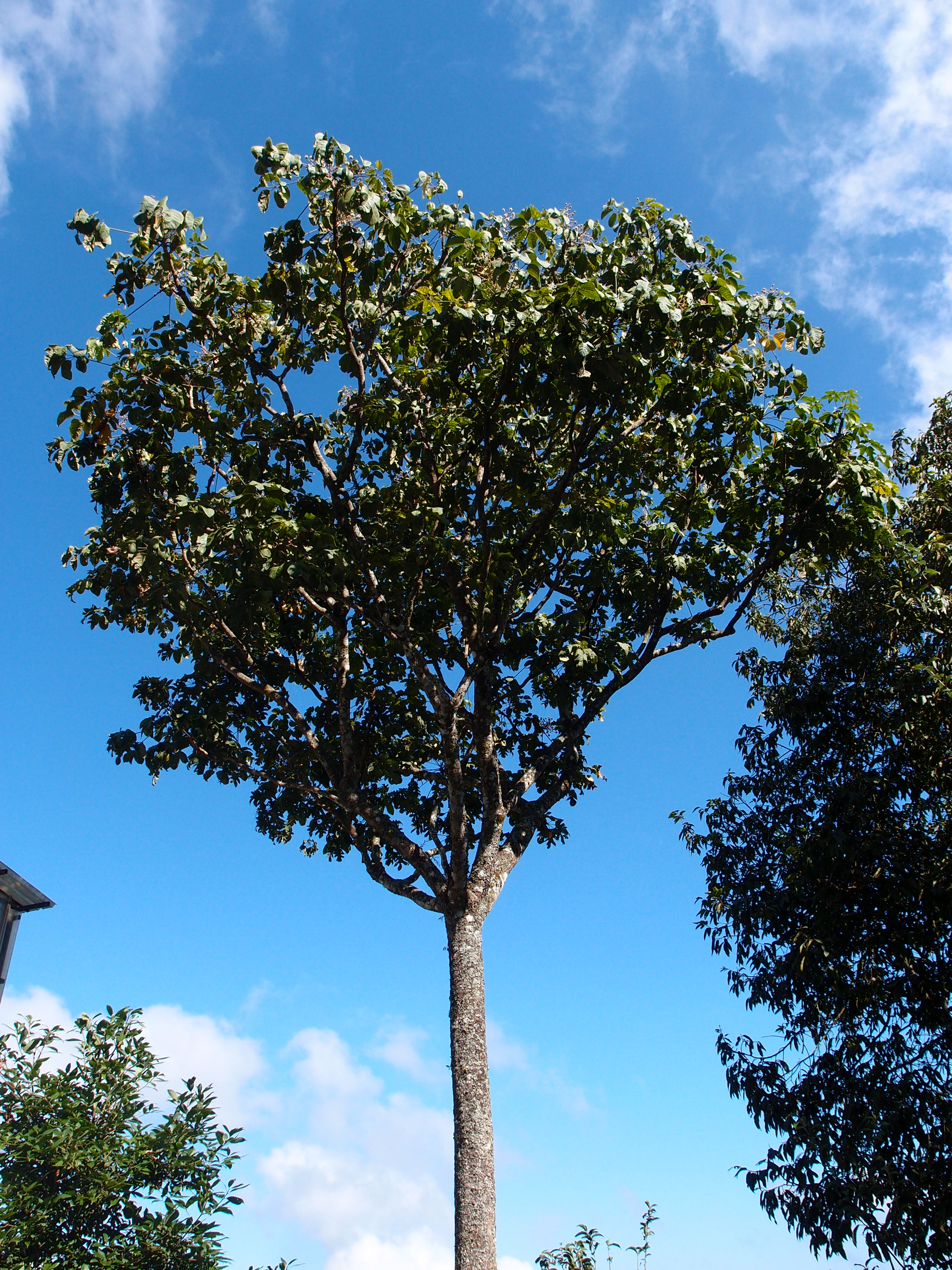
Brassaiopsis chengkangensis CHB&AP24.CH, Nannuoshan 1750m dans le Yunnan.
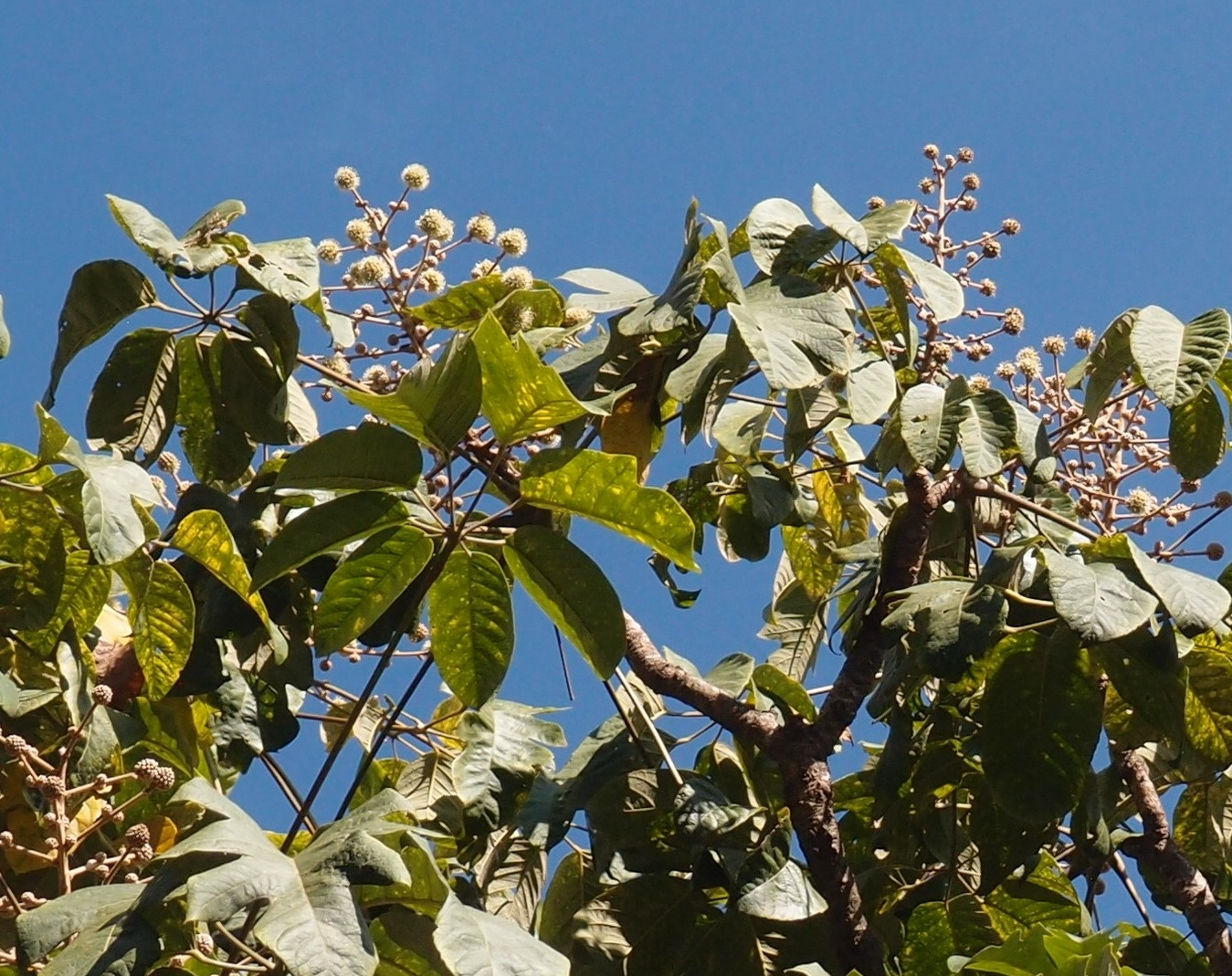
Floraison de Brassaiopsis chengkangensis CHB&AP24.CH.
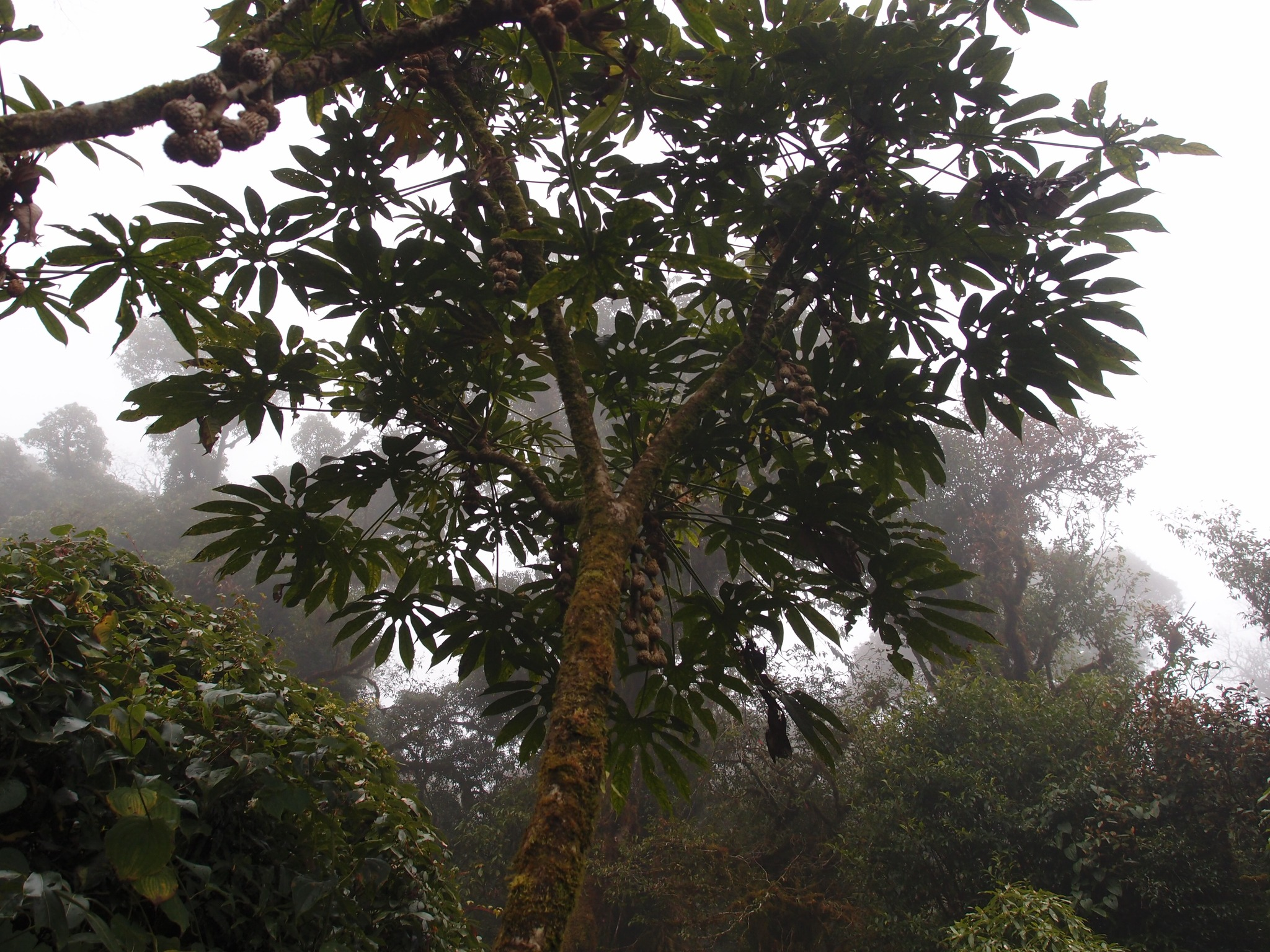
Brassaiopsis dumicola CHB22.V102 Tả Liên Sơn 2650m, au Viêt Nam.
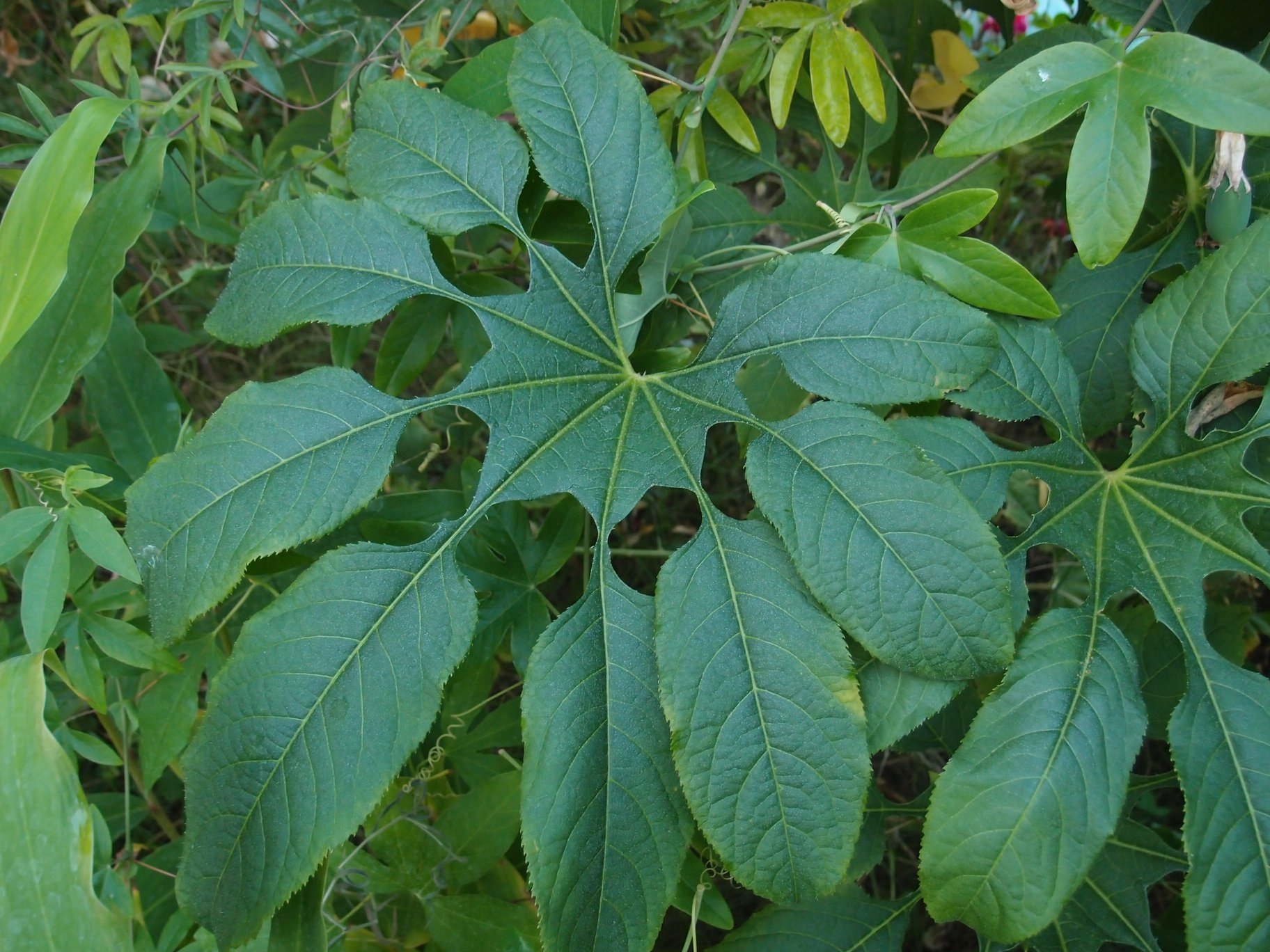
Brassaiopsis fatsioides CHB&MV15.CH141 au Jardin Jungle.
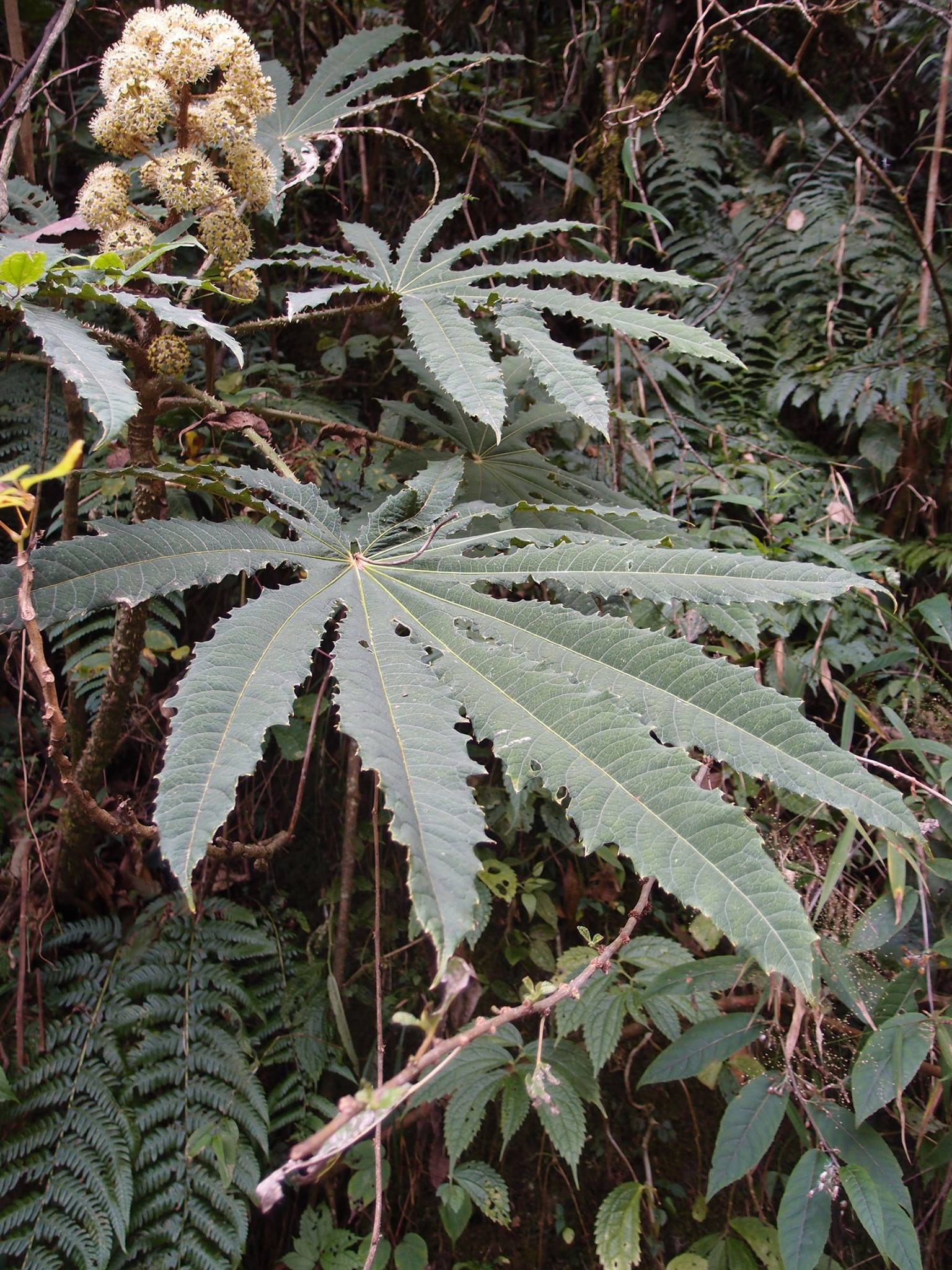
Brassaiopsis hispida CHB16.CH55 Dulongjiang, dans le Yunnan, en Chine.